# Algodre
Algodre – gmina w Hiszpanii, w prowincji Zamora, w Kastylii i León, o powierzchni 18,18 km². W 2011 roku gmina liczyła 172 mieszkańców.